# Nossas Raízes
Associação Cultural Recreativa e Carnavalesca Nossas Raízes é uma escola de samba da cidade de Canoas, no Rio Grande do Sul. A sede da escola localiza-se no bairro Guajuviras.

## História
A escola de samba Nossas Raízes teve origem em grupo de pessoas oriundas do bairro Guajuviras em Canoas que desfilava em alas de várias entidades do carnaval de Porto Alegre. Com o aumento do número de pessoas que participavam em 10 de dezembro de 2002 a escola foi criada. Adotou as cores  vermelha, amarela e preta. No ano de 2008 foi campeã do carnaval de Canoas.

## Segmentos

### Presidentes
| Nome                 | Mandato | Ref.        |
| -------------------- | ------- | ----------- |
| Noeli Manjoli (Lena) | ? - ?   | [ 1 ] [ 4 ] |

### Diretores
| Ano  | Diretor de Carnaval | Diretor de harmonia | Mestre de bateria | Ref.  |
| ---- | ------------------- | ------------------- | ----------------- | ----- |
| 2013 | Silvio da Silveira  |                     |                   | [ 1 ] |
| 2017 |                     |                     |                   |       |

### Casal de Mestre-sala e Porta-bandeira
| Ano  | Nome                                | Ref.  |
| ---- | ----------------------------------- | ----- |
| 2010 | Beatriz Mattos e Alexsandro Pereira | [ 5 ] |
| 2017 |                                     |       |

## Carnavais
| Ano  | Colocação                                               | Grupo                                                   | Enredo                                                                           | Carnavalesco                                            | Ref.                                                    |
| ---- | ------------------------------------------------------- | ------------------------------------------------------- | -------------------------------------------------------------------------------- | ------------------------------------------------------- | ------------------------------------------------------- |
| 2004 | Vice-campeã                                             | Único                                                   | Nossas Raízes, samba, tradição, e com reza forte tem a sua proteção.             |                                                         | [ 6 ]                                                   |
| 2005 | 3º lugar                                                | Único                                                   | Nossas Raízes conta e canta Canoas - orgulho de todos nós.                       |                                                         | [ 7 ]                                                   |
| 2006 | Vice-campeã                                             | Único                                                   | O lixo que virou luxo lá nas terras das Raízes.                                  |                                                         | [ 8 ]                                                   |
| 2007 | Vice-campeã                                             | Único                                                   | Este preto tem Raiz.                                                             |                                                         | [ 9 ]                                                   |
| 2008 | Campeã                                                  | Único                                                   | A Raíz é gaúcha, mas traz a Bahia no Coração.                                    |                                                         | [ 10 ]                                                  |
| 2009 | Campeã                                                  | Único                                                   | Sob as asas de um anjo, a dança vem com suas raízes                              |                                                         | [ 11 ]                                                  |
| 2010 | Campeã                                                  | Único                                                   | Egito de Nossas Raízes                                                           |                                                         | [ 5 ] [ 12 ]                                            |
| 2011 | Vice-campeã                                             | Único                                                   | Mais Além da Criação do Meu Mundo de Fantasia, Nossas Raízes faz olé na avenida. |                                                         | [ 4 ]                                                   |
| 2012 | Campeã                                                  | Especial                                                | Nesse universo surreal, Nossas Raízes viaja na era virtual                       |                                                         | [ 13 ] [ 14 ]                                           |
| 2013 | 4º lugar                                                | Especial                                                | Índia, paraíso de Encantos e Magia                                               | Dico                                                    | [ 1 ] [ 15 ]                                            |
| 2014 | 4º lugar                                                | Especial                                                | Kizomba, essência de vida na magia da dança africana.                            |                                                         | [ 16 ] [ 17 ]                                           |
| 2015 | Desfile sem avaliação em um bairro da cidade de Canoas. | Desfile sem avaliação em um bairro da cidade de Canoas. | Desfile sem avaliação em um bairro da cidade de Canoas.                          | Desfile sem avaliação em um bairro da cidade de Canoas. | Desfile sem avaliação em um bairro da cidade de Canoas. |
| 2016 | Vice-campeã                                             | Especial                                                | Uma história de 13 anos de glórias                                               |                                                         | [ 19 ] [ 20 ] [ 21 ]                                    |

## Títulos
- Campeã em Canoas: 2008, 2009, 2010, 2012

## Prêmios
- Estandarte de Ouro
  - 2005: Interprete e alegorias.[22]
  - 2007: Bateria, tema enredo, fantasia, ala das mulatas, ala das baianas, presidente, alegorias e adereços.[23]
  - 2009: Comissão de frente, fantasia, evolução, harmonia, mestre-sala e porta-bandeira, ala infantil, presidente e diretor de carnaval.[24]
  - 2010: Tema enredo, comissão de frente, fantasia, melhor ala de baianas, presidente e diretor de Carnaval.[25]
  - 2014: Fantasia, harmonia, diretor de carnaval, samba-enredo e presidente.[26]
  - 2016: Samba enredo, enredo e comissão de frente.[27]